# Зачарованные (сезон 4)
Четвёртый сезон американского телесериала «Зачарованные» выходил на телеканале The WB с 4 октября 2001 года по 16 мая 2002 года.

## Сюжет
Посланник Хозяина разрушает круг Зачарованных, убив Пруденс. Пайпер и Фиби в отчаянии. В ночь перед похоронами Прю, Пайпер произносит заклинание, чтобы воскресить свою старшую сестру, но вместо ожидаемого воскрешения, заклинание призывает молодую девушку Пейдж Мэтьюс. Она приходит на похороны Прю, чувствуя с сёстрами Холливелл какую-то связь. Ведунья Хозяина предсказывает ему, что Зачарованные в скором времени могут восстановиться, так как эта девушка — единоутробная сестра Зачарованных. А к Пайпер приходят духи Грэмс и мамы, которые рассказывают, что Пейдж — их сестра, и Силу Трёх можно восстановить. Пайпер сомневается в желании вновь стать Зачарованной, но совершенно случайно, поздоровавшись за руку с Пейдж она восстанавливает круг Зачарованных. Однако, Хозяин накладывает на юную ведьму заклинание Зла, так как у Пейдж есть 48 часов, чтобы выбрать сторону Добра или Зла. Но Пайпер, Фиби, Коул и Лео разрушают коварные планы Хозяина. Пейдж входит в семью Холливелл и спустя время переезжает жить в особняк. Уничтожив Хозяина, они посчитали, что всё кончено, но Коул против воли впитал магию и сущность Хозяина. Под влиянием демоницы Сир сущность Хозяина подчиняет себе Коула и он переходит на сторону Зла. С помощью магии Сир, Коул переманивает Фиби на свою сторону и они становятся Королём и Королевой Подземного мира. Кроме того, Фиби беременна от любимого. Ребёнок, которым беременна Фиби - Истинное Зло. Но поняв, что допустила ужасную ошибку, Фиби с сёстрами уничтожает своего мужа. После этого Сир отбирает у Фиби ребёнка, но не справившись с такой силой, самоуничтожается. Вместе с ней погибает ребёнок и Высший Совет Демонов. Выясняется, что Пайпер не может иметь детей. А Фиби устраивается на работу в редакцию газеты «The Bay Mirror». Через месяц после этого к сёстрам приходит Ангел Судьбы и предлагает выбор: жизнь без магии и демонов или возможность и дальше продолжать своё дело. Поколебавшись, они принимают решение остаться ведьмами. А Ангел Судьбы намекает, что Пайпер беременна.

## В ролях

### Основной состав
- Алисса Милано — Фиби Холливелл (22 эпизода)
- Роуз Макгоуэн — Пейдж Мэтьюс (22 эпизода)
- Холли Мари Комбс — Пайпер Холливелл (22 эпизода)
- Брайан Краузе — Лео Уайатт (22 эпизода)
- Джулиан Макмэхон — Коул Тёрнер (18 эпизодов)
- Дориан Грегори — Деррил Моррис (8 эпизодов)

### Второстепенный состав
- Дебби Морган — Провидица Сир (7 эпизодов)
- Дэвид Риверс — Боб Коуэн (6 эпизодов)
- Бен Гиллори и Питер Вудворд — Хозяин Зла (4 эпизода)
- Криста Аллен — Оракул Хозяина (3 эпизода)
- Джеймс Рид — Виктор Беннет (2 эпизода)
- Финола Хьюз — Пэтти Холливелл (2 эпизода)
- Ребекка Болдинг — Элис Ротман (2 эпизода)
- Роберт Инглунд — демон Гэммил (1 эпизод)
- Кулио — демон Лазарь (1 эпизод)
- Дженнифер Родс — Пенни Холливелл (1 эпизод)

## Эпизоды
| № общий | № в сезоне | Название                                                            | Режиссёр               | Автор сценария                          | Дата премьеры   | Произв. код | Зрители в США (млн) |
| --- | ---------- | ------------------------------------------------------------------- | ---------------------- | --------------------------------------- | --------------- | ----------- | ------------------- |
| 6768 | 12         | «Charmed Again» «Вновь Зачарованные»                                | Майкл Шульц Мел Дамски | Брэд Керн                               | 4 октября 2001  | 4301801     | 6.0                 |
| Смерть Прю полностью меняет жизнь сестёр. Пайпер не может совладать со своими эмоциями, а Фиби получает видение о девушке, на которую нападёт демон Шекс, убивший Прю. Когда Фиби и Коул отправляются спасать её, они становятся свидетелями того, как эта девушка, Пейдж, может перемещаться наподобие хранителя. В поисках правды, сестры вызывают духов своей матери и бабушки, которые и признаются, что Пейдж — сестра Пайпер и Фиби по матери и наполовину хранитель по отцу. Сила Трёх возрождается и уничтожает Шекса. Только что ставшая ведьмой Пейдж ещё уязвима для перехода на сторону зла. Воспользовавшись этим правилом, Хозяин играет на её чувствах, чтобы склонить на свою сторону, на это у него есть всего 48 часов. Пайпер и Фиби стараются не допустить этого и попутно знакомятся со своей новой сестрой-Зачарованной. |            |                                                                     |                        |                                         |                 |             |                     |
| 69 | 3          | «Hell Hath No Fury» «Нет фурии в аду»                               | Крис Лонг              | Криста Вернофф                          | 11 октября 2001 | 4301069     | 5.0                 |
| Пайпер с трудом принимает Пейдж и свою новую роль старшей сестры. Её гнев на Пейдж ещё больше усиливается, когда та крадет Книгу Таинств, чтобы помочь своему сослуживцу, а также себе и ещё нескольким коллегам. В своем крестовом походе против демонов и Хозяина Пайпер случайно становится фурией и дает выход своему гневу. |            |                                                                     |                        |                                         |                 |             |                     |
| 70 | 4          | «Enter the Demon» «Проникающий демон»                               | Джоэл Дж. Фейгенбаум   | Дэниел Цероне                           | 18 октября 2001 | 4301071     | 5.7                 |
| Пейдж остаётся беззаботной и совсем не хочет постигать науку колдовства. Испытывая лёгкую зависть к Фиби, которая проводит своё время в тренировках с Коулом, она случайно смешивает зелье и желает поменяться местами с Фиби. К её удивлению, именно это и происходит. Тем временем Пайпер должна помочь дочери восточного мудреца спасти отца и покарать предателя. |            |                                                                     |                        |                                         |                 |             |                     |
| 71 | 5          | «Size Matters» «Размер имеет значение»                              | Ноэль Носсек           | Нелл Сковелл                            | 25 октября 2001 | 4301070     | 5.3                 |
| Пейдж идет на поводу у своих инстинктов ведьмы и хранителя, но сёстры не желают верить в то, что Пейдж может чувствовать зло. Все это приводит к тому, что злобный колдун магическим образом уменьшает сестёр, чтобы сделать из них глиняные фигурки. |            |                                                                     |                        |                                         |                 |             |                     |
| 72 | 6          | «A Knight to Remember» «Рыцарь воспоминаний»                        | Дэвид Стрэйтон         | Элисон Шапкер и Моника Брин             | 1 ноября 2001   | 4301072     | 4.7                 |
| Пейдж в шутку произносит заклинание, которое считает сказкой из своего детства. Неожиданно заклинание срабатывает, впуская в современный мир средневекового рыцаря, а за ним и злую ведьму, которая оказывается прошлой жизнью Пейдж. Чтобы спасти сестёр и весь мир от изменения истории, Пейдж нужно начать верить в себя и свои магические силы. |            |                                                                     |                        |                                         |                 |             |                     |
| 73 | 7          | «Brain Drain» «Утечка мозгов»                                       | Джон Беринг            | Кёртис Кил                              | 8 ноября 2001   | 4301073     | 4.7                 |
| У Хозяина появился новый план уничтожить Зачарованных. Он обманом похищает Пайпер и воздействует на её сознание, убеждая, что, на самом деле, она — пациентка сумасшедшего дома, а Пейдж и Фиби ей не сёстры, а соседки по палате. Почти поверившая в это Пайпер уже готова прочитать заклинание, «вылечивающее её», а на самом деле отнимающее силы у Зачарованных. |            |                                                                     |                        |                                         |                 |             |                     |
| 74 | 8          | «Black as Cole» «Чёрный как Коул»                                   | Лес Ландау             | Эбби Кэмпбелл, Брэд Керн и Нелл Сковелл | 15 ноября 2001  | 4301074     | 5.1                 |
| Убийства молодых ведьм подводят Зачарованных к обнаружению новых подробностей демонического прошлого Коула. |            |                                                                     |                        |                                         |                 |             |                     |
| 75 | 9          | «Muse to My Ears» «Муза для моих ушей»                              | Джоэл Дж. Фейгенбаум   | Криста Вернофф                          | 13 декабря 2001 | 4301075     | 4.5                 |
| Колдуны похищают муз, чтобы получать вдохновение, недоступное злу. В критической ситуации сестрам приходится действовать своими силами без помощи невидимых простому глазу, но неоступно пребывающих с ними муз-вдохновительниц. |            |                                                                     |                        |                                         |                 |             |                     |
| 76 | 10         | «A Paige from the Past» «Пейдж из прошлого»                         | Джеймс Л. Конуэй       | Дэниел Цероне                           | 17 января 2002  | 4301076     | 3.4                 |
| Трагедия, случившаяся с приёмными родителями Пейдж, преследует её по сей день. Стремясь помочь ей разобраться в своих чувствах, Лео прибегает к помощи одного знакомого, способного перемещать во времени. |            |                                                                     |                        |                                         |                 |             |                     |
| 77 | 11         | «Trial by Magic» «Испытание магией»                                 | Чип Скотт Лафлин       | Майкл Глисон                            | 24 января 2002  | 4301077     | 4.1                 |
| Фиби становится одной из присяжных в деле убийства молодой женщины её мужем. Однако в суде она получает видение, что муж невиновен. Чтобы спасти невинного, Фиби придётся убедить остальных присяжных в существовании магии, а Пайпер и Лео — найти настоящего убийцу. |            |                                                                     |                        |                                         |                 |             |                     |
| 78 | 12         | «Lost and Bound» «Потерянный и связанный»                           | Ноэль Носсек           | Нелл Сковелл                            | 31 января 2002  | 4301078     | 3.9                 |
| Фиби и Коул обручены, однако Фиби боится потерять свою индивидуальность в браке. Из-за кольца, проклятого бабушкой Зачарованных, которая выходила замуж четыре раза, Фиби превращается в типичную американскую домохозяйку 1960-х годов. Пайпер же необходимо спасти мальчика, имеющего силу пирокинеза, от обучения в университете демонов. |            |                                                                     |                        |                                         |                 |             |                     |
| 79 | 13         | «Charmed and Dangerous» «Зачарован и опасен»                        | Джон Паре              | Элисон Шапкер и Моника Брин             | 7 февраля 2002  | 943A55      | 4.7                 |
| Хозяин в своём стремлении уничтожить Зачарованных выпускает таинственную Бездну, которая поглощает магические силы. Бездна забирает силы Зачарованных, оставляя их беспомощными перед Хозяином. |            |                                                                     |                        |                                         |                 |             |                     |
| 80 | 14         | «The Three Faces of Phoebe» «Три лица Фиби»                         | Джоэл Дж. Фейгенбаум   | Кёртис Кил                              | 14 февраля 2002 | 4301080     | 4.7                 |
| Фиби испытывает сомнения в правильности своего решения выйти замуж за Коула и прибегает к магии, вызывая себя прошлую и себя будущую. Тем временем Коул пытается побороть Хозяина, поселившегося в его теле. |            |                                                                     |                        |                                         |                 |             |                     |
| 81 | 15         | «Marry-Go-Round» «Свадебная карусель»                               | Крис Лонг              | Дэниел Цероне                           | 14 марта 2002   | 4301081     | 4.5                 |
| Пейдж начинает немного не доверять Коулу, однако он и Провидица Сир заставляют Фиби поверить в ревность Пейдж по отношению к её браку. Также демонический тандем стремится сорвать обычную свадебную церемонию, чтобы Коул мог обвенчаться с Фиби согласно тёмной церемонии. Коул и Фиби женятся в склепе. |            |                                                                     |                        |                                         |                 |             |                     |
| 82 | 16         | «The Fifth Halliwheel» «Пятая Холливелл»                            | Дэвин Стрэйтон         | Криста Вернофф                          | 21 марта 2002   | 4301082     | 4.8                 |
| Пейдж все больше начинает недолюбливать Коула, частично из-за того, что чувствует свою ненужность в доме, где живут две счастливые пары. Однако её подозрения становятся опасными для Коула, и он начинает действовать. |            |                                                                     |                        |                                         |                 |             |                     |
| 83 | 17         | «Saving Private Leo» «Спасти рядового Лео»                          | Джон Беринг            | Дэниел Цероне и Даг Э. Джонс            | 28 марта 2002   | 4301083     | 3.9                 |
| Два друга Лео по войне жаждут мести из-за того, что Лео не успел спасти их во время боя и они стали призраками. Они решают забрать у Лео самое дорогое — Пайпер. |            |                                                                     |                        |                                         |                 |             |                     |
| 84 | 18         | «Bite Me» «Укуси меня»                                              | Джон Т. Кретчмер       | Кёртис Кил                              | 18 апреля 2002  | 4301084     | 3.6                 |
| Коул тайно от Фиби реорганизует подземный мир. Давно изгнанные прежним Хозяином вампиры ищут союза и прощения, однако Коул отказывает им. Посланник Королевы вампиров случайно встречает Пейдж после аудиенции у Коула и узнает, что она — одна из Зачарованных. После спланированного им нападения вампиров Пейдж сама становится вампиром, а сестры узнают о появлении нового Хозяина. |            |                                                                     |                        |                                         |                 |             |                     |
| 85 | 19         | «We're Off to See the Wizard» «Мы уходим, чтобы увидеть волшебника» | Тимоти Лонсдейл        | Элисон Шапкер и Моника Брин             | 25 апреля 2002  | 4301085     | 4.2                 |
| Стремясь помешать коронации нового Хозяина, сёстры объединяют свои силы с последним представителем древней расы волшебников, уничтоженной давным-давно. Волшебник и Зачарованные крадут Гримуар — книгу зла, необходимую для коронации, однако волшебник на самом деле желает возродить свою расу с помощью Гримуара. Тем временем ребёнок Фиби начинает влиять на её силы и её саму, делая её восприимчивой ко злу. |            |                                                                     |                        |                                         |                 |             |                     |
| 86 | 20         | «Long Live the Queen» «Да здравствует королева!»                    | Джон Паре              | Криста Вернофф                          | 2 мая 2002      | 4301086     | 4.7                 |
| Фиби обретает новую судьбу в качестве Королевы подземного мира. Несмотря на это, она все ещё колеблется по поводу своего решения и стремится спасти невинного, про которого она получила видение. |            |                                                                     |                        |                                         |                 |             |                     |
| 87 | 21         | «Womb Raider» «Расхитительница утроб»                               | Мэл Дэмски             | Дэниел Цероне                           | 9 мая 2002      | 4301087     | 5.0                 |
| Уничтожив Коула, но сохранив ребёнка, Фиби возвращается к сёстрам. Однако же наследник Хозяина становится неподконтрольным ей. Провидица Сир решает заполучить этого ребёнка и вырастить его сама в своем чреве. В итоге, сестры оказываются в ловушке перед толпой демонов, участвующих в коронации Провидицы и уже её ребёнка, которого она забрала у Фиби. |            |                                                                     |                        |                                         |                 |             |                     |
| 88 | 22         | «Witch Way Now?» «Какой дальше ведьмин Путь?»                       | Брэд Керн              | Брэд Керн                               | 16 мая 2002     | 4301088     | 5.2                 |
| После уничтожения Хозяина, Провидицы и толпы высокоуровневых демонов жизнь сестёр и их дальнейшая судьба ставится под вопрос, когда к ним приходит Ангел судьбы и предлагает им за их заслуги спокойную жизнь обычных людей без вмешательства демонов, но и без магических сил. Сёстрам предлагается испытание, с помощью которого они смогут определить, что же им выбрать — нормальную жизнь или же жизнь Зачарованных. |            |                                                                     |                        |                                         |                 |             |                     |